# 髙橋愛莉
髙橋 愛莉（たかはし あいり、1998年4月4日 - ）は、日本の元女子バレーボール選手である。

## 来歴
岐阜県大垣市出身。親の影響小学1年生からバレーボールを始める。
富山第一高等学校、至学館大学を経て、Vリーグ入りを目指す実業団チームである倉敷アブレイズに入団。
2021年、V.LEAGUE DIVISION1 WOMEN（V1女子）に所属するデンソーエアリービーズに移籍。2021/22シーズンにV1女子の試合に出場し、Vリーグデビューを果たした。
2023年、2022-23シーズンをもって現役を引退し、デンソーエアリービーズのマネージャーに就任した。

## 所属チーム
- 富山第一高等学校（2014-2017年）
- 至学館大学（2017-2021年）
  - 倉敷アブレイズ（2021年）
- デンソーエアリービーズ（2021-2023年）